# دهستان لاهیجان (تبریز)
دهستان لاهیجان نام دهستانی در بخش خسروشهر شهرستان تبریز، استان آذربایجان شرقی در ایران است. بر اساس سرشماری مرکز آمار ایران در سال ۱۳۸۵، جمعیت آن 14052 نفر بوده‌است.